# Невклянська Дача-І (заказник)
Невкля́нська Да́ча-І — ботанічний заказник місцевого значення в Україні. Розташований у межах Чернігівського району Чернігівської області, на північний захід від села Невкля.
Площа 250 га. Статус присвоєно згідно з рішенням Чернігівського облвиконкому від 31.07.1991 року № 159. Перебуває у віданні ДП «Городнянське лісове господарство» (Невклянське л-во, кв. 2, 6-9).
Статус присвоєно для збереження частини лісового масиву з цінними насадженнями дуба, сосни, берези віком 50-80 років.
У трав'яному покриві зростають костриця червона, костриця овеча, суниці лісові, конвалія звичайна, у моховому ярусі – типові види зелених мохів (плевроцій Шребера, дикран зморшкуватий).